# Porci con le ali (film)
Porci con le ali è un film del 1977 diretto da Paolo Pietrangeli, liberamente tratto dall'omonimo romanzo di Marco Lombardo Radice e Lidia Ravera, i quali tuttavia sconfessarono la pellicola.
Presto sottoposta a sequestro dalla censura per intervento dell'allora sostituto procuratore Claudio Vitalone per cosiddetta "oscenità", provvedimento in breve revocato, non ebbe il successo del romanzo (anche se incassò 2350781764 L., dati ANICA risultando il 23° film più visto della stagione 77/78).

## Trama
(coro degli studenti)
Anni 1970. Rocco e Antonia, giovanissimi compagni di liceo, s'incontrano a una manifestazione e s'innamorano. Sono ragazzi con proprie idee politiche di sinistra, al punto da non sopportare quelle omologhe dei genitori. Reduci da passate esperienze affettive e sentendosi già degli adulti, condividono un'appassionata vita sessuale, quale rifugio dal loro tran tran quotidiano, dettato dal dovere scolastico e dall'impegno politico. È una relazione non duratura, il cui pretesto è uno slancio passionale di Rocco. Come se non bastasse, Antonia si "vendica" a un party in casa di Marcello — amico e mentore di Rocco — al quale si offre sotto gli occhi degli altri coetanei, i quali improvvisano un coro politico sulle note di Pensiero dei Pooh. Rocco assiste impotente e se ne va ripiegando su un amico. Antonia pentita ha un incontro con Lisa. Avviene l'occupazione del liceo, ultimo gesto importante al quale dei giovani possono ambire. L'anno scolastico volge al termine e i due prendono ciascuno la propria strada.

## Clima culturale
Gianni Rondolino nel 1978 contestualizza il film nel clima di crisi, non solo italiana, del cinema di quegli anni, dove la "censura di mercato" viene letta come ben più grave della censura amministrativa, la quale a volte è costretta a rivedere le proprie decisioni sull'onda dell'impatto con l'opinione pubblica, e porta l'esempio di Salò o le 120 giornate di Sodoma di Pasolini. Ancora Rondolino nota che parte della produzione italiana era caratterizzata dalla versione cinematografica di opere letterarie, si vedano Il deserto dei Tartari, Casanova, L'Agnese va a morire, L'eredità Ferramonti, Il Corsaro Nero. E, arrivando al film di Pietrangeli: «Discorso diverso si deve tenere per un altro film, Porci con le ali (...), tratto dal best seller della nuova letteratura porno - politica» ininfluente sul «vero problema delle nuove generazioni che non può esaurirsi soltanto sul piano dei rapporti sessuali o della confusa ricerca di una "nuova moralità, (...)». Per comprendere il costume e la ricerca della gioventù di quegli anni, che aveva risonanza sui mass media, è utile ricordare, tra gli altri, dati di fatto quali il successo de Il Male, i seminari di Massimo Fagioli,, il tramonto di Ca Balà.

## Produzione
L'esordiente Cristiana Mancinelli Scotti, nel ruolo di Antonia, è figlia dell'attrice Elsa Martinelli.

## Colonna sonora
Musiche di Giovanna Marini, dirette arrangiate e strumentate da Sandro Blonksteiner.